# Баженова Стефанія Едуардівна
Стефа́нія Едуа́рдівна Баже́нова (* 1 вересня 1947, смт Городок, нині місто Хмельницької області) — українська історикиня, археологиня, краєзнавиця. Доктор історичних наук (2010), Почесний краєзнавець України (2012).

## Біографія
Народилася 1 вересня (в офіційних документах — 5 вересня) 1947 року в місті Городок Хмельницької області в польській родині Едуарда Нізевича та Генуефи Собанської.
1969 року закінчила історичний факультет Кам'янець-Подільського педагогічного інституту (нині Кам'янець-Подільський національний університет).
Від 1969 року працювала в Кам'янець-Подільському історичному музеї-заповіднику: наукова працівниця, від 1975 року — завідувачка відділу, у 1984—1996 роках — директор.
Нині працює в Центрі дослідження історії Поділля: завідувачка сектору історії культури Поділля.
У червні 2001 року захистила кандидатську дисертацію «Юзеф Антоній Ролле в громадському, науковому та просвітницькому житті Правобережної України другої половини 19 століття» (науковий керівник — професор Микола Петров) .
25 лютого 2010 року в спеціалізованій вченій раді Чернівецького університету захистила докторську дисертацію, в якій розглянула проблеми історії та культури України в історико-краєзнавчих і художніх творах представників «української школи» в польській літературі 1820—1890 роках.
Одружена з Левом Баженовим — доктором історичних наук. Донька Валентина Львівна Логвіна та син Олександр Львович Баженов — кандидати історичних наук.

## Археологічні дослідження
Дослідила давньоруське городище 9—11 століть на річці Калюс біля села Глибівка Новоушицького району (1972—1973, 1983). Очолювана Баженовою експедиція знайшла численні знаряддя праці, гончарні вироби, прикраси, монети, наконечники стріл, залишки житла, оборонних споруд, що дозволило з'ясувати найменш відомий в історіографії Поділля період давньоруського часу.
Провела археологічні розкопки Іоанно-Предтеченської церкви 16 століття в Кам'янці-Подільському (1980). Експедицією розкопано загальну площу 647,3 м², на якій розчищено цокольну частину фундаменту храму, що дало змогу вивести його назовні, упорядкувати як пам'ятку та включити до екскурсійного маршруту .

## Монографії
- Юзеф Антоній Роллє: життя, діяльність, творчість. — 2-е видання. — Кам'янець-Подільський, 2002. — 180 с. ISBN 966-643-017-7
- Юліуш Словацький і Україна. — Кам'янець-Подільський, 2004. — 104 с. ISBN 966-643-036-3
- На шляху реалізму: Історія України у творчості представників «української школи» в польській літературі 40—90-х років XIX століття. — Кам'янець-Подільський, 2006. — 260 с. ISBN 966-643-047-9
- Від романтизму до реалізму: «Українська школа» в польській літературі 20-90-х років XIX ст.: етапи діяльності, історія України в творчості її представників. — Кам'янець-Подільський, 2009. ISBN 978-966-1549-52-3

## Інші публікації
- Художественный отдел Каменец-Подольского исторического музея-заповедника: Путеводитель. — К.: Реклама, 1989. — 25 с.
- Работы в Хмельницкой области // Археологические открытия 1972 года. — Москва: Наука, 1973. — С. 264—265.
- В'язні старої фортеці // Радянське Поділля (Хмельницький). — 1982. — 16 червня.
- Стихійні лиха древнього Кам'янця // Радянське Поділля. — 1984. — 6 квітня.
- Особливості давньоруської кераміки (За матеріалами Глибівського давньоруського городища IX—XI ст.) // Проблеми етнографії Поділля: Тези доповідей наукової конференції. — Кам'янець-Подільський, 1986. — С. 148—149.
- З історії Кам'янець-Подільського історичного музею-заповідника // Культура Поділля: історія і сучасність: Матеріали другої науково-практичної конференції, присвяченої 500-річчю м. Хмельницького (27-29 серпня 1993 року). — Хмельницький, 1993. — С. 209—210.
- Джерела виникнення польського театру на Поділлі // Матеріали X Подільської історико-краєзнавчої конференції. — Кам'янець-Подільський, 2000. — С. 478—481.
- Товариство подільських лікарів і Юзеф Антоній Роллє // Наукові праці Кам'янець-Подільського державного педагогічного університету. — Історичні науки. — Т. 5(7). — Кам'янець-Подільський, 2001. — С. 23—28.
- Події Коліївщини в творчості представників «української школи» в польській літературі доби романтизму // Наукові праці Кам'янець-Подільського державного університету. — Історичні науки. — Т. 12. — Кам'янець-Подільський, 2004. — С. 450—457.
- Розвиток капіталістичних відносин на Волині й Поділлі в першій половині XIX ст. у творчості Ю. Коженьовського // Наукові праці Кам'янець-Подільського державного університету. — Історичні науки. — Т. 13. — Кам'янець-Подільський, 2004. — С. 525—531.